# Paul Lightfoot
Paul Lightfoot (Kingsley, Verenigd Koninkrijk) is een Engels balletdanser en choreograaf. Hij ontving zijn balletopleiding aan de Royal Ballet School van Londen. Van 1985 - 2020 was hij verbonden aan het Nederlands Dans Theater in Den Haag als danser en choreograaf.

## Carrière
Na zijn opleiding danste Lightfoot van 1985 - 1987 bij NDT 2 en vervolgens van 1987 - 2008 bij NDT 1. Hij danste in wereldpremières werken van Jiří Kylián, Hans van Manen, Mats Ek, Ohad Naharin en Nacho Duato. Hij profileerde zich niet alleen als danser maar viel ook op tijdens de jaarlijkse choreografieworkshops van het NDT. Vanaf 1989 begon hij voor het NDT te choreograferen en vanaf 1991 in samenwerking met zijn collega en (latere ex-)partner, de Spaanse danseres/choreograaf Sol León. Van september 2011 tot augustus 2020 was Lightfoot tevens artistiek directeur van het NDT, met Léon als artistiek adviseur. Hij werd opgevolgd door de Canadese Emily Molnar.

### Samenwerking met Sol León
Het choreografenduo Lightfoot / León creëerde ruim vijftig choreografieën voor het NDT. Hun werk is meermaals onderscheiden met dansprijzen en wordt wereldwijd uitgevoerd. In 2002 werden León en Lightfoot benoemd tot huischoreografen van NDT, een functie die zij gezamenlijk vervulden tot augustus 2020.
Over de samenwerking met Sol León zegt Lightfoot: 'De eerste jaren hadden de werken alleen mijn naam erop staan, maar Sol was zich er niet echt van bewust hoezeer ze me hielp. We gingen de studio in en werkten iets uit, en langzaam groeide deze samenwerking. Het is als een dialoog: we combineren onze ideeën, we respecteren elkaar en bewegen samen voorwaarts.'
Pas in 2001 werd officieel naar buiten gebracht dat de werken van Lightfoot vanaf het begin in samenwerking met León waren gemaakt. Dat dit pas in 2001 gebeurde was enerzijds op het verzoek van León, anderzijds omdat het paar enige afwijzing bij het NDT ervoer met betrekking tot hun samenwerking. Tot die tijd stond León bij de werken van Lightfoot wel vermeld als producent van decors en kostuums.
De reden dat de werken van Lightfoot van begin af aan een titel hebben die met een S begint, was bedoeld om te verwijzen naar de bijdrage van Sol Léon en de werken aan haar op te dragen, aldus Lightfoot in een interview in 2008. In latere jaren verwijst de S naar hun dochter Saura Lightfoot León.

## Choreografieën van Lightfoot
- The Bard of Avon (NDT 2, 1989)
- Spilt Milk (NDT, 1990)
- Step Lightly (NDT, 1991)
- Satchinananda (NDT, 1992)
- Seconds (NDT 1, 1992)
- Sigue (NDT, 1993)
- Solitaire (NDT 2, 1994)
- Susto (NDT 3, 1994)
- SH-Boom (NDT 1, 1994)
- So Sorry (NDT 3, 1994)
- Softly, as I leave you (NDT, 1994)
- Syllabus (NDT, 1995)
- Skew-wiff (NDT 2, 1996)
- Start to Finish (NDT 1, 1996)
- Shangri-la (NDT 1, 1997)

## Choreografieën van Lightfoot & León
- Stilleven (NDT 1, 1997)
- Sad Case (NDT 2, 1998)
- Singing Apes (NDT 1, 1998)
- Small Moves (NDT 3, 1999)
- Speak For Yourself (NDT 1, 1999)
- Squeaky Wheel (NDT 3, 2000)
- Said and Done (NDT 2, 2001)
- Safe as Houses (NDT 1, 2001)
- Subject to Change (NDT 2, 2003)
- Shutters Shut (NDT 2, 2003)
- Signing Off (NDT 1, 2003)
- Source of Inspiration (NDT 1, 2004)
- drawn onward (NDT 1, 2004)
- SH-BOOM (adapted version, NDT 1, 2004)
- Postscript (NDT 2, 2005)
- Silent Screen (NDT 1, 2005)
- Shoot the Moon (NDT 1, 2006)
- Sleight of Hand (NDT 2, 2007)
- Sooner or Later (NDT 1, 2007)
- Same Difference (NDT 1, 2007)
- Passe-Partout (NDT 2, 2009)
- Sehnsucht (NDT 1, 2009)
- Limbo (NDT 1, 2009)
- Studio 2 (NDT 2, 2009)
- Swan Song (NDT 1, 2010)
- Schmetterling (NDT 1, 2010)
- Skipping over damaged area (NDT 1, 2011)
- Short time together (Het Nationale Ballet, ter gelegenheid van het jubileum, 2012)
- Shine a Light (NDT 1, 2012)
- School of Thought (NDT 1, 2013)
- Stop-Motion (NDT 1, 2014)
- Spiritwalking (NDT 1, 2014)
- Sad Case (adapted version, NDT 2, 2014)
- Schubert (NDT 2, 2014)
- Some Other Time (NDT 2, 2014)
- Short time together (Koninklijk Deens Ballet, Kopenhagen, 2015)
- Shut Eye (NDT 1, 2016)
- Singulière Odyssée (NDT 1, 2017)
- Sisters (NDT 1, 2017)
- Subtle Dust (NDT 2, 2018)
- Kunstkamer (NDT 1 & NDT 2, 2019)
- Postscript (NDT 2, 2020)
- Schmetterling (NDT 1, 2020)

## Solowerk
- Standby (Dansfilm, 42', NDT, 2020) als afscheid van het NDT

## Prijzen en onderscheidingen
- Aanmoedigingsprijs voor Choreografie (samen met León) van het Amsterdams Fonds voor de Kunst voor Seconds
- Nominatie Laurence Olivier Award voor Beste Dans Productie van het Jaar (samen met León) voor SH-Boom (1994)
- Lucas Hoving Prijs (1994)
- Aanmoedigingsprijs Choreografie 1997 van Stichting Dansersfonds ’79
- VSCD Gouden Theaterdansprijs 2002
- VSCD Dansprijs Zwaan beste dansproductie 2003-2004 (samen met León) voor Shutter Shut en Subject to Change
- Prix Benois de la Danse (samen met León) voor Signing Off (2005)
- Herald Archangel, Edinburgh International Festival (2006)
- VSCD Dansprijs Zwaan beste dansproductie 2005-2006 (samen met León) voor Shoot the Moon